# La vella guàrdia
La vella guàrdia (títol original en anglès, The Old Guard) és una pel·lícula de superherois estatunidenca del 2020 dirigida per Gina Prince-Bythewood i escrita per Greg Rucka, basada en el seu còmic homònim. És protagonitzada per Charlize Theron, KiKi Layne, Matthias Schoenaerts, Marwan Kenzari, Luca Marinelli, Harry Melling, Veronica Ngo i Chiwetel Ejiofor, i segueix un equip de mercenaris immortals en una missió de venjança. S'ha doblat i subtitulat al català.
Es va estrenar el 10 de juliol de 2020 a Netflix. Va rebre crítiques generalment positives, amb elogis per les seves seqüències d'acció i per la interpretació de Theron. Victoria Mahoney dirigeix la seqüela.